# 国学院大学
35°39′20.3″N 139°42′41.9″E / 35.655639°N 139.711639°E
国学院大学（日语：／ Kokugakuin Daigaku *），簡稱國大、國學大，是日本一所私立大学，位于东京都涩谷区东四丁目10-28，1920年设置，現为首都圈西部大学单位互换协定会学校之一。

## 历史沿革

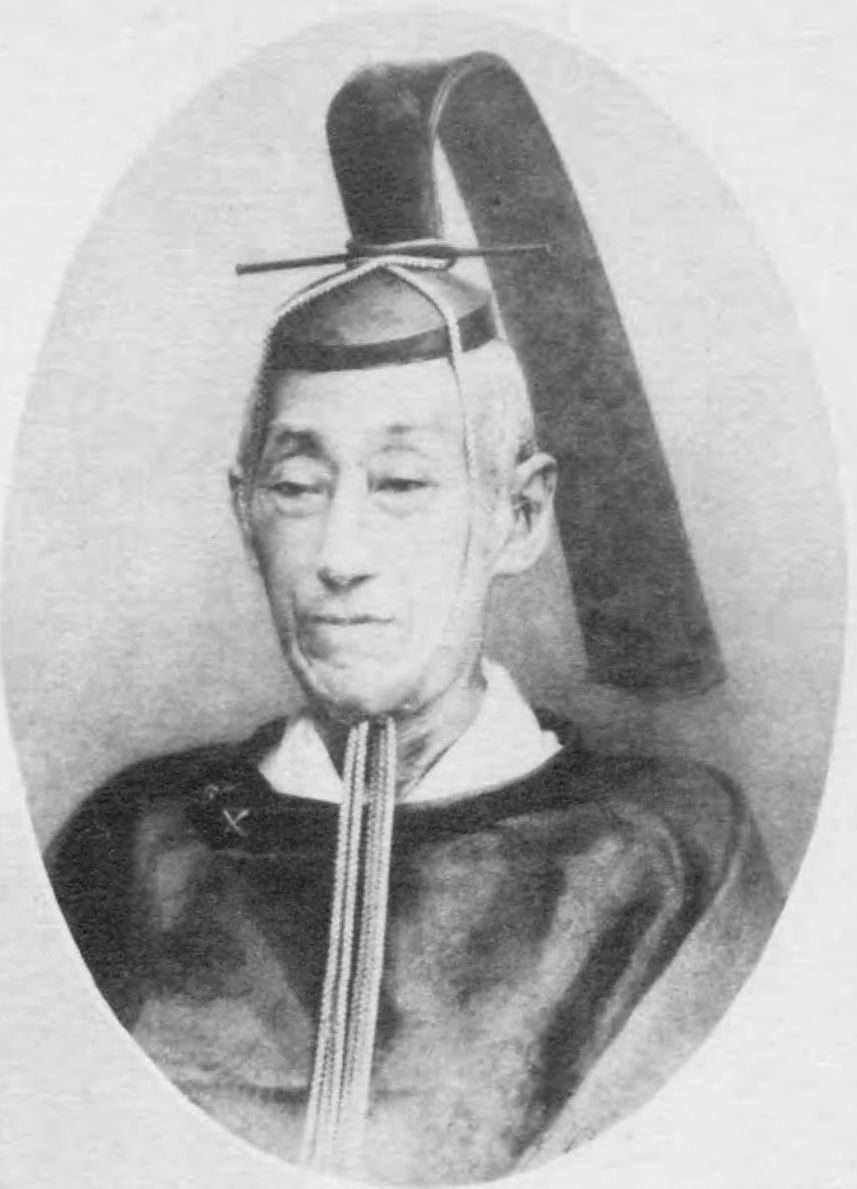
皇典講究所初代總長有栖川宮幟仁親王。

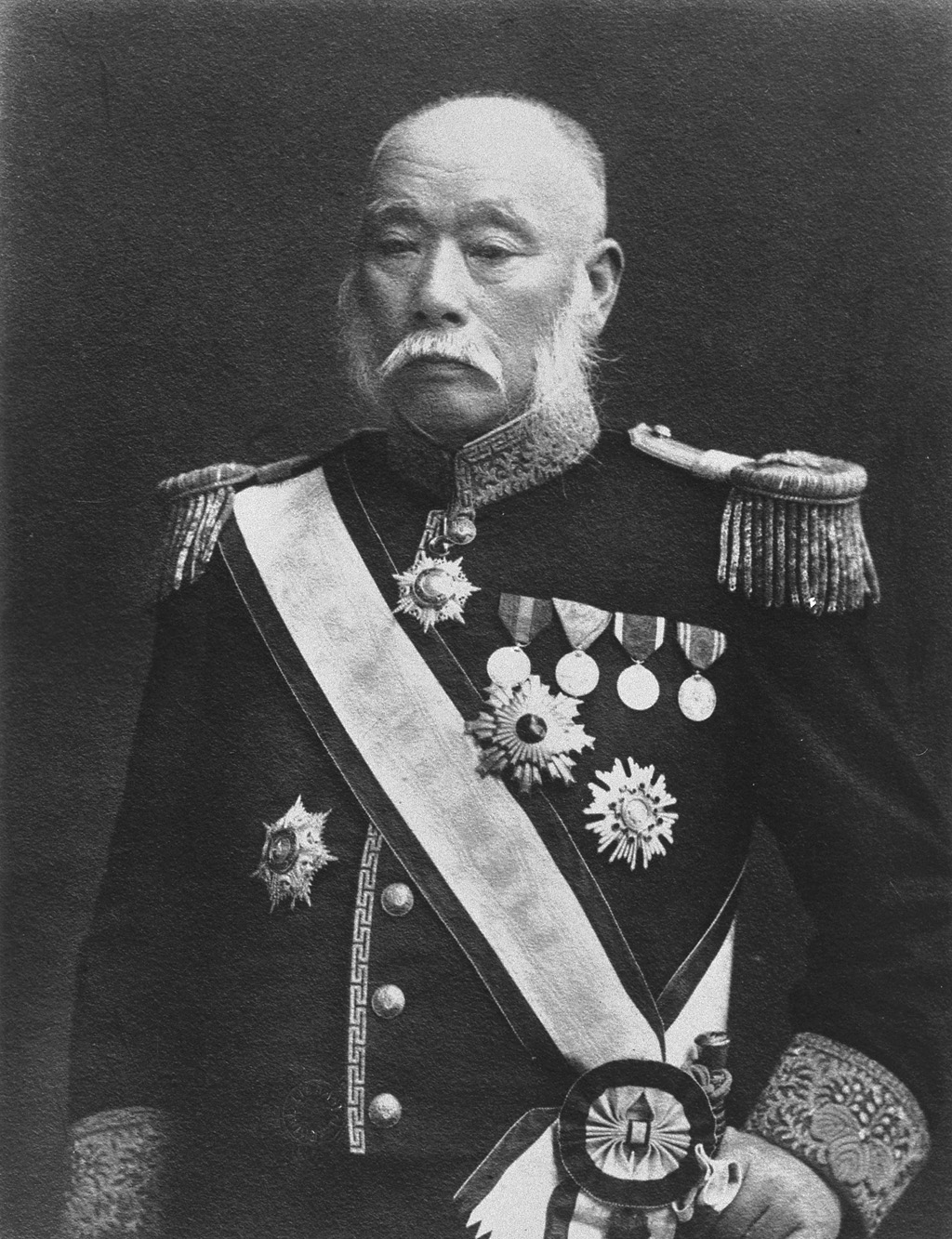
國學院初代院長高崎正風。

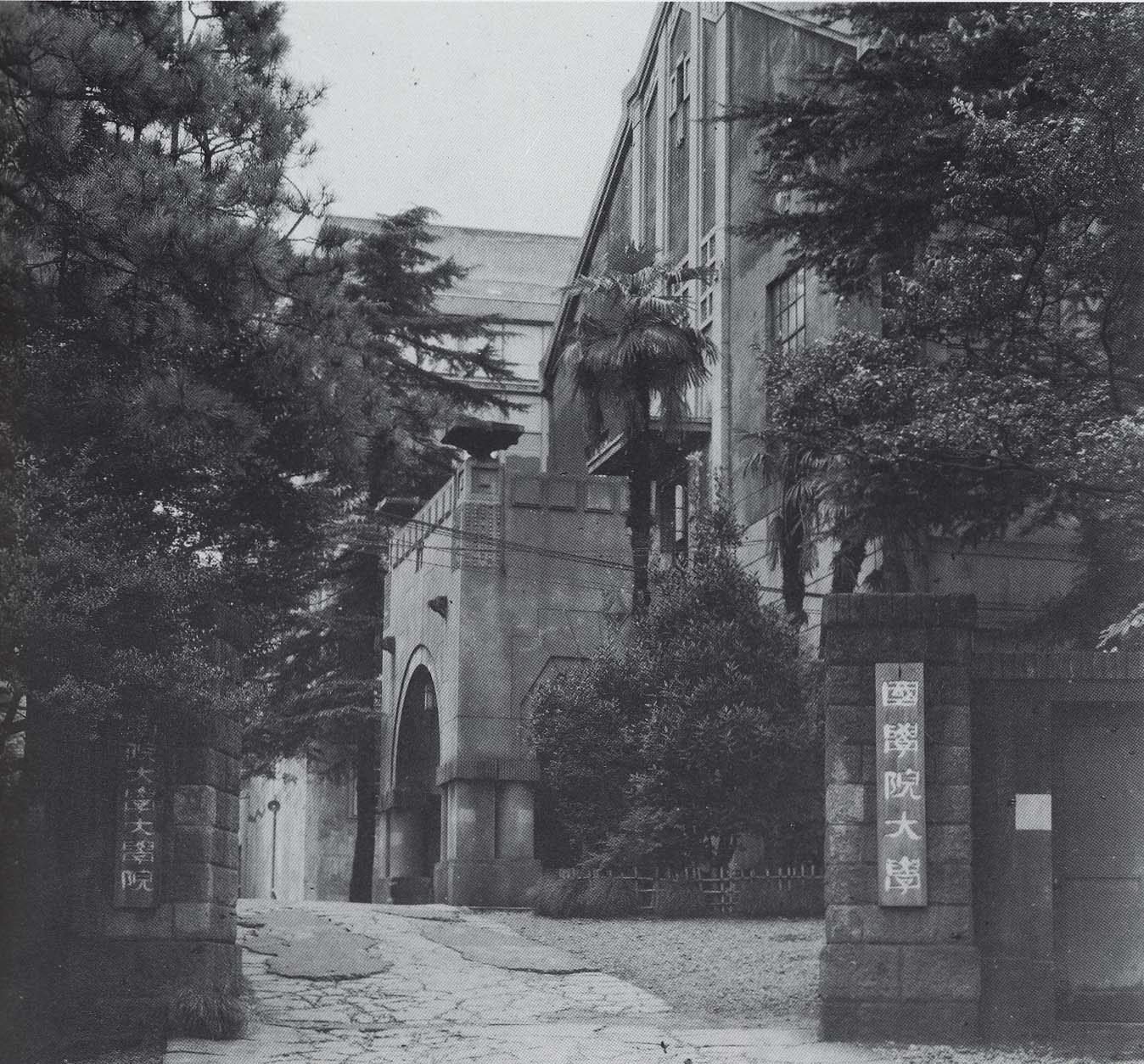
1923年5月、搬遷至澀谷冰川里御料地的國學院大學。

- 1882年11月，麹钉区饭田町（现千代田区饭田桥）皇典讲究所创设。
- 1890年7月，皇典讲究所教育机关之国学院设置。
- 1898年4月，财团法人之国学院皇典讲究所独立。
- 1904年4月，专门学校令认可的专门学校升格、大学部设置。
- 1906年6月，“私立国学院大学”改称。
- 1919年9月，“国学院大学”改称。
- 1920年4月，大学令旧制大学升格。
- 1923年5月，搬迁至涩谷冰川里御料地。
- 1927年，专门学校令附属神职部设置。高等师范部4年制之一部·二部分置。
- 1929年，神职部、神道部改称。
- 1936年，神道部4年制改制。
- 1940年，兴亚部设置。
- 1944年，神道部·高等师范部·兴亚部合并、3年制专门部。
- 1946年1月，皇典讲究所解散、国学院大学并入。
- 1947年4月，学部第二部开设。
- 1948年4月，学制改革新制大学、新制文学部开设。
- 1949年4月，新制文学部第二部开设。政治学部设置。
- 1950年4月，政治学部、政经学部改组。
- 1951年3月，旧制学部第一部·专门部废止。1951年4月，政经学部第二部开设。大学院文学研究科修士课程开设。1951年5月，文学部神道研修别科开设。
- 1953年3月，旧制第二部文学部废止。 1953年4月，大学院文学研究科博士课程开设。
- 1955年1月，幼稚园教员养成所开设。1955年7月，日本文化研究所设置。
- 1958年3月，久我山分校授业中止。
- 1958年4月，神道专修科、神道学专攻科改制。1958年7月，蓼科寮开设。
- 1963年4月，法学部第一部开设。
- 1965年4月，法学部第二部开设。
- 1966年3月，政经学部第一部·第二部废止。1966年4月，政经学部改组、经济学部第一部·第二部开设。
- 1967年4月，大学院法学研究科修士课程开设。文学部第二部神道学科开设。八王子分校舍开始授课。
- 1968年4月，大学院经济学研究科修士课程开设。
- 1969年4月，大学院法学研究科博士课程开设。
- 1970年4月，大学院经济学研究科博士课程开设。
- 1985年3月，八王子分校舍开始授课。1985年4月，新石川校舍开始授课。
- 1991年9月，八王子分校舍中止。
- 1992年4月，第一部1·2年生在横滨开始授课。
- 1996年4月，文学部一部、第一部日本文学科·中国文学科·外国语文化学科改组。
- 2001年4月，法学部·经济学部昼夜开讲制导入。
- 2002年4月，文学部神道学科改组、神道文化学部开设。
- 2003年4月，涩谷120周年纪念1号馆竣工。
- 2004年4月，专门职大学院法务研究科（法科大学院）开设。2004年7月，涩谷120周年纪念2号馆竣工。
- 2005年4月，经济学部、经营学科开设。文学部日本文学科·史学科昼夜开讲制导入。
- 2009年4月，「教育开発推进机构」开办。国学院短期大学国学院大学北海道短期大学部改称。2009年9月，涩谷区3号馆竣工。
- 2011年4月，日本文学科7时限制移行。

## 院系
- 文学部：日本文学科、中国文学科、外国语文化学科、史学科、哲学科
- 经济学部：经济学科、经营学科
- 法学部：法律学科
- 神道文化学部：神道文化学科
- 人间开发学部：初等教育学科、健康体育学科

### 大学院
- 文学研究科：神道学、宗教学专攻、文学专攻、史学专攻
- 法学研究科：法律学专攻
- 经济学研究科：经济学专攻
- 法务研究科：法务职专攻

### 短期大学部
- 国文学科
- 综合教养大学
- 幼儿儿童教育专攻
- 福祉专攻

## 附属机构
国学院大学下属机构有研究开发推进中心、日本文化研究所、学术资料馆、纪念古代研究所。